# Nita Deerpalsing
Kumaree Rajeshree Deerpalsing, MP, (sinh ngày 19 tháng 1 năm 1965), còn được gọi là Nita Deerpalsing, là Thành viên thứ ba của Quốc hội được bầu phục vụ cho khu vực bầu cử số 18, Belle Rose & Quatre Bornes kể từ năm 2005. Bà cũng là Phó Chủ tịch Ủy ban trong Quốc hội và Giám đốc Truyền thông của Đảng Lao động Mauritius cũng như Chủ tịch Ủy ban Dân chủ hóa Kinh tế của văn phòng Thủ tướng.

Bà trong những năm qua đã trở thành một nhân vật hàng đầu của Đảng Lao động và tham gia chính trường hoạt động vào năm 2003 sau khi bà trở lại Mauritius sau khi làm Chuyên gia tư vấn Actuarial ở Canada. Năm 2001, sự can thiệp của bà chống lại việc đánh bật một người bán hàng rong đã gây ra một cuộc tranh cãi 
1. ↑  “Archived copy”. Bản gốc lưu trữ ngày 4 tháng 3 năm 2016. Truy cập ngày 25 tháng 6 năm 2012.Quản lý CS1: bản lưu trữ là tiêu đề (liên kết)
2. ↑  https://www.lexpress.mu/article/incidents-à-quatre-bornes-nita-deerpalsing-accuse-des-policiers-de-faire-preuve-de-parti